# No. 4
No. 4 je četrti studijski album slovenske rock skupine Tide, izdan leta 2012 pri založbi CPZ Records.

## Seznam pesmi
Vso glasbo sta napisala Kevin Koradin in Clifford Golio, vsa besedila je napisal Kevin Koradin.
| Št.             | Naslov            | Dolžina |
| --------------- | ----------------- | ------- |
| 1.              | „Riot Act‟        | 3ː07    |
| 2.              | „Mud‟             | 3:30    |
| 3.              | „Love Is Gone‟    | 4ː20    |
| 4.              | „Don't Look Back‟ | 4ː12    |
| 5.              | „Make Me Feel‟    | 2ː49    |
| 6.              | „Believe‟         | 4ː09    |
| 7.              | „Awakening‟       | 1ː38    |
| 8.              | „Hold On‟         | 3ː47    |
| 9.              | „Low‟             | 3ː23    |
| Skupna dolžina: | Skupna dolžina:   | 30ː55   |

## Zasedba
Avtorske pravice so povzete po ovitku albuma.

### Tide
- Kevin Koradin — vokal, kitara
- Tine Čas — kitara
- Matej Batelič — bas kitara
- Blaž Sotošek — bobni

### Ostali
- Clifford Golio — snemanje, inženiring, miksanje, mastering
- Žiga Lovšin — fotografiranje, oblikovanje